# Dolina paproci
Dolina paproci (ang. FernGully: The Last Rainforest) – australijsko-amerykański film animowany z 1992 roku w reżyserii Billa Kroyera. Wyprodukowany przez Kroyer Films i FAI Films. Jest to adaptacja książki Diany Young pt. FernGully. W 1998 roku film doczekał się sequelu Dolina paproci 2: Magia ratunkowa.
Początkowo premiera miała się odbyć w listopadzie 1991 roku, jednak przesunięto ją, by uniknąć rywalizacji z wchodzącą do kin Piękną i Bestią Disneya. W Polsce film został wydany na VHS i DVD z lektorem, natomiast w Canal+ film był pokazywany z dubbingiem.

## Fabuła
Film opowiada historię doliny paproci, gdzie mieszkają Crysta, Pips i Batty. Ich zadaniem jest uratowanie domu przed złym Hexxusem. W czasie podróży spotykają Zaka – człowieka, który razem z grupą robotników wycina drzewa. Po zmniejszeniu, Zak poznaje krainę gdzie żyje Crysta, życie elfów i innych istot żywych w lesie. Postanawia im pomóc.

## Obsada
- Samantha Mathis jako Crysta
- Jonathan Ward jako Zak Young
- Robin Williams jako Batty Koda
- Tim Curry jako Hexxus
- Christian Slater jako Pips
- Grace Zabriskie jako Magi Lune
- Geoffrey Blake jako Ralph
- Robert Pastorelli jako Tony
- Cheech Marin jako Stump
- Tommy Chong jako Root
- Tone Lōc jako Lou the Goanna
- Townsend Coleman jako Knotty
- Neil Ross jako the Elder

## Nagrody
Nagroda Annie 1992
- nominacja: najlepszy pełnometrażowy film animowany